# Zarapicos
Zarapicos es un municipio y localidad española de la provincia de Salamanca, en la comunidad autónoma de Castilla y León. Se integra dentro de la comarca de la Tierra de Ledesma. Pertenece al partido judicial de Salamanca y a la Mancomunidad Comarca de Ledesma.
Su término municipal está formado por la localidad de Zarapicos y el despoblado de Aldehuela de la Huelga, ocupa una superficie total de 7,65 km² y según los datos demográficos recogidos por el INE en el año 2017, cuenta con una población de 55 habitantes.

## Historia
Su fundación se remonta a la repoblación efectuada por los reyes de León en la Edad Media, quedando integrada la localidad en el cuarto de Baños de la jurisdicción de Salamanca, dentro del Reino de León. Así, la localidad aparece citada como Çarapicos en el fuero otorgado a Ledesma por el rey Fernando II de León en el año 1161. Con la creación de las actuales provincias en 1833, Zarapicos quedó encuadrado en la provincia de Salamanca, dentro de la Región Leonesa.

## Demografía
Zarapicos cuenta con una población de 49 habitantes (INE 2024).
| Gráfica de evolución demográfica de Zarapicos entre 1842 y 2021                                                     |
| |
| Población de derecho según los censos de población del INE Población de hecho según los censos de población del INE |

### Población por núcleos
Desglose de población según el Padrón Continuo por Unidad Poblacional del INE.
| Núcleos                | Habitantes (2014) | Varones | Mujeres |
| ---------------------- | ----------------- | ------- | ------- |
| Aldehuela de la Huelga | 0                 | 0       | 0       |
| Campo de Golf          | 4                 | 2       | 2       |
| Zarapicos              | 47                | 24      | 23      |

## Administración y política

### Gobierno municipal
| Periodo   | Nombre                   | Partido | Partido                                  |
| --------- | ------------------------ | ------- | ---------------------------------------- |
| 2003-2007 | Melquiades Pérez Sánchez |         | Partido Popular (PP)                     |
| 2007-2011 | Melquiades Pérez Sánchez |         | Partido Socialista Obrero Español (PSOE) |
| 2011-2015 | Francisco Macías Cabezas |         | Partido Socialista Obrero Español (PSOE) |
| 2015-2023 | Melquiades Pérez Sánchez |         | Partido Socialista Obrero Español (PSOE) |

| Partido político                         | 2019  | 2019  | 2019       | 2015  | 2015  | 2015       | 2011  | 2011  | 2011       | 2007  | 2007  | 2007       | 2003  | 2003  | 2003       |
| Partido político                         | %     | Votos | Concejales | %     | Votos | Concejales | %     | Votos | Concejales | %     | Votos | Concejales | %     | Votos | Concejales |
| Partido Socialista Obrero Español (PSOE) | 80,95 | 34    | 3          | 52,17 | 24    | 2          | 55,32 | 26    | 2          | 90,48 | 38    | 1          | 46,38 | 32    | 0          |
| Partido Popular (PP)                     | 7,14  | 3     | 0          | 6,52  | 3     | 0          | 14,89 | 7     | 0          | —     | —     | —          | 50,72 | 35    | 1          |
| Coalición SI por Salamanca (SI)          | —     | —     | —          | —     | —     | —          | 17,02 | 8     | 1          | —     | —     | —          | —     | —     | —          |
| Izquierda Unida (IU)                     | 4,76  | 2     | 0          | 34,78 | 16    | 1          | —     | —     | —          | 4,76  | 2     | 0          | —     | —     | —          |

#### Evolución de la deuda viva municipal
El concepto de deuda viva contempla solo las deudas con cajas y bancos relativas a créditos financieros, valores de renta fija y préstamos o créditos transferidos a terceros, excluyéndose, por tanto, la deuda comercial. Entre los años 2008 a 2023 este ayuntamiento no ha tenido deuda viva.

## Monumentos y lugares de interés

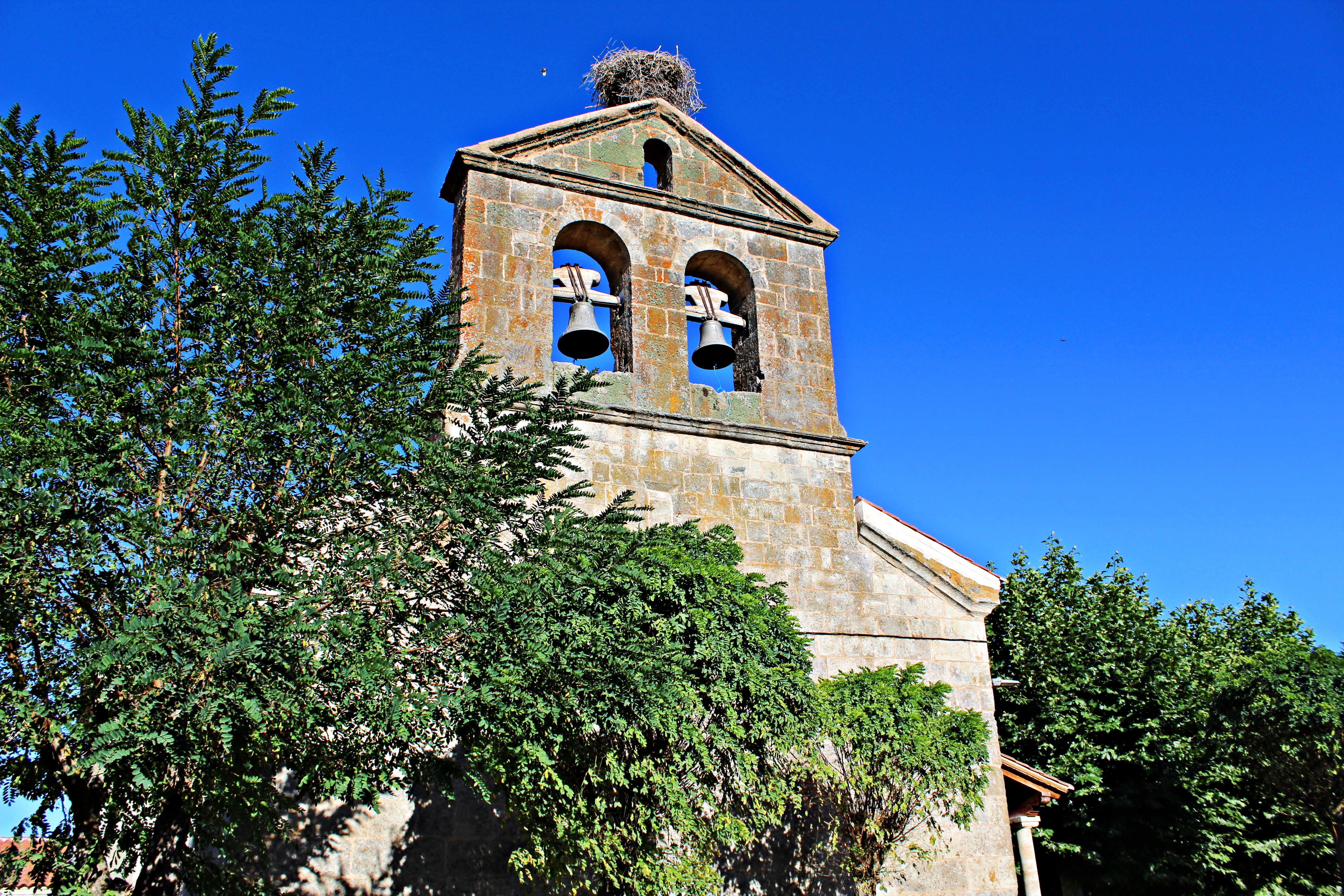
Campanario de la iglesia

- Iglesia de Santiago Apóstol